# Hille (Kvinnherad)
Pour les articles homonymes, voir Hille (homonymie).
Hille, est une île dans le landskap Sunnhordland du comté de Vestland. Elle appartient administrativement à Kvinnherad.

## Géographie
Rocheuse et couverte de bosquets, elle s'étend sur environ 688 m de longueur pour une largeur approximative de 492 m. Elle compte une habitation.